# Vecsalienas pagasts
Vecsalienas pagasts er en territorial enhed i Daugavpils novads i Letland. Pagasten etableredes i 1945, havde 701 indbyggere i 2010 og omfatter et areal på 81,98 kvadratkilometer. Hovedbyen i pagasten er Červonka.